# IC 4051
IC 4051 је елиптична галаксија у сазвјежђу Береникина коса која се налази на листи објеката дубоког неба у Индекс каталогу.
Деклинација објекта је + 28° 2' 34" а ректасцензија 13h 0m 51,6s. Привидна величина (магнитуда) објекта IC 4051 износи 13,6 а фотографска магнитуда 14,6. IC 4051 је још познат и под ознакама MCG 5-31-92, CGCG 160-258, DRCG 27-167, PGC 44828.